# Walter Lenck
Walter Lenck (Berlín, 2 de septiembre de 1873-Johannesburgo, 13 de agosto de 1952) fue un polifacético artista alemán —escultor, dibujante, pintor, arquitecto, violonchelista, compositor y dramaturgo. Escapando de la persecución nazi se radicó en 1936 en Johannesburgo, Sudáfrica, donde vivió hasta su muerte. No se conocen los motivos pero entre 1911 y 1913 cambió su apellido original, Lewy, por Lenck.

## Vida
Nació en Berlín el 2 de septiembre de 1873. Es hijo del banquero Oscar Lewy y de su esposa Rosalie Samuelson, prima hermana de su marido.
Desde muy joven dibujaba animales en el zoológico e ilustraba escenas de la mitología griega, interesándole especialmente la saga de los Argonautas. Insatisfecho con el trabajo en el banco de su padre, se distraía realizando bosquejos de los clientes. Pese a su afición por el dibujo inició su carrera artística con estudios musicales, llegando a ser un destacado violonchelista. Habiendo estado siempre interesado en escultura, se dedicó luego a esta rama del arte en la Real Academia de Berlín como discípulo del escultor Paul Friedrich Meyerheim, simultáneamente prosiguiendo estudios de arquitectura, y luego en París, donde fue influido por la escuela de Antoine-Louis Barye, y en Bruselas con Constantin Meunier. Una vez completados sus estudios, se ganaba la vida pintando retratos hasta hacerse de una reputación como escultor.
En 1910, el gobierno alemán envió su monumental escultura Jasón a la Exposición Internacional de Ferrocarriles y Transportes Terrestres, una de las realizadas ese año en Buenos Aires en ocasión del centenario de la independencia argentina. El artista, todavía como Walter Lewy, viajó desde Hamburgo, embarcándose en el vapor König Friedrich August el 21 de mayo. En otra de las muestras, la Exposición Internacional de Arte, realizada en la plaza San Martín, presentó tres esculturas en bronce.
Para fines de 1913 y tal vez al mudarse a Viena ya había cambiado su apellido, pues aparece como Walter Lenck, violonchelista, en un anuncio de diciembre de ese año de un concierto a realizarse en esa ciudad en enero de 1914. Allí residió catorce años y sin descuidar la escultura, desarrolló una amplia actividad musical como instrumentista de violonchelo y viola da gamba, y participó en concursos públicos de diseño de monumentos.
En 1916 organizó una exposición de sus obras arquitectónicas y escultóricas en una sala de la Musikverein, que alquiló personalmente. El contrato estipulaba que la entidad recibiría en pago el monto recaudado por la venta de entradas, una vez saldados los gastos de instalación y administrativos en los que incurriría el artista. La muestra se inauguraría el 2 de mayo y se extendería, en principio, por un mes y recibió críticas favorables.
Ese mismo año, Lenck fue uno de los fundadores del Collegium Musicum de Viena, entidad dedicada a rescatar y difundir obras de música antigua de compositores germanos, realizando frecuentes conciertos en los que participaba como ejecutante de violonchelo y viola da gamba.
En septiembre de 1922, Gertrude Richardson Brigham, corresponsal del diario The Washington Times de la capital estadounidense, conoció a Lenck durante una visita a Viena como parte de un recorrido por capitales europeas. Estaba interesada en contactar pintores y escultores para una exposición de arte moderno que planeaba el diario, a realizarse en la siguiente temporada en Washington. Lo describe en una nota firmada con su seudónimo Viktor Flambeau, que incluía fotos de dos obras del artista, publicada el 22 de octubre:

Herr Walter Lenck fue un entusiasta visitante, uno de los más versátiles artistas que Flambeau ha conocido. El Sr. Lenck es un excelente escultor, pintor y arquitecto, y también músico profesional, especialmente dedicado a instrumentos antiguos, la viola y otros, y a la música clásica. Ha viajado mucho y visitado Sudamérica, y una de sus mejores esculturas de animales fue erigida en Buenos Aires. Otra está en Berlín. No ha llegado todavía a los EE.UU. y es algo que desearía, pero el problema es el tipo de cambio.
Viktor Flambeau

Vivió después en Berlín hasta su radicación en Sudáfrica en 1936. Allí continuó su obra escultórica y exhibiendo sus trabajos; el catálogo de una exposición de sus piezas en Johannesburgo en 1945 lista más de una docena de bronces de animales, su gran especialidad, y bustos, óleos y dibujos. No descuidó su actividad como compositor musical y dramaturgo, pese a que debió abandonar la ejecución del violonchelo por recomendación médica.
Falleció en Johannesburgo el 13 de agosto de 1952, a los 78 años de edad.

## Obra

### Escultura
La monumental escultura Jasón y los toros de Eetes presenta al héroe cuando acaba de dominar a los dos feroces animales, la primera de las tareas que le encomendó Eetes, rey de la Cólquida, cuando Jasón le exigió el vellocino de oro. 

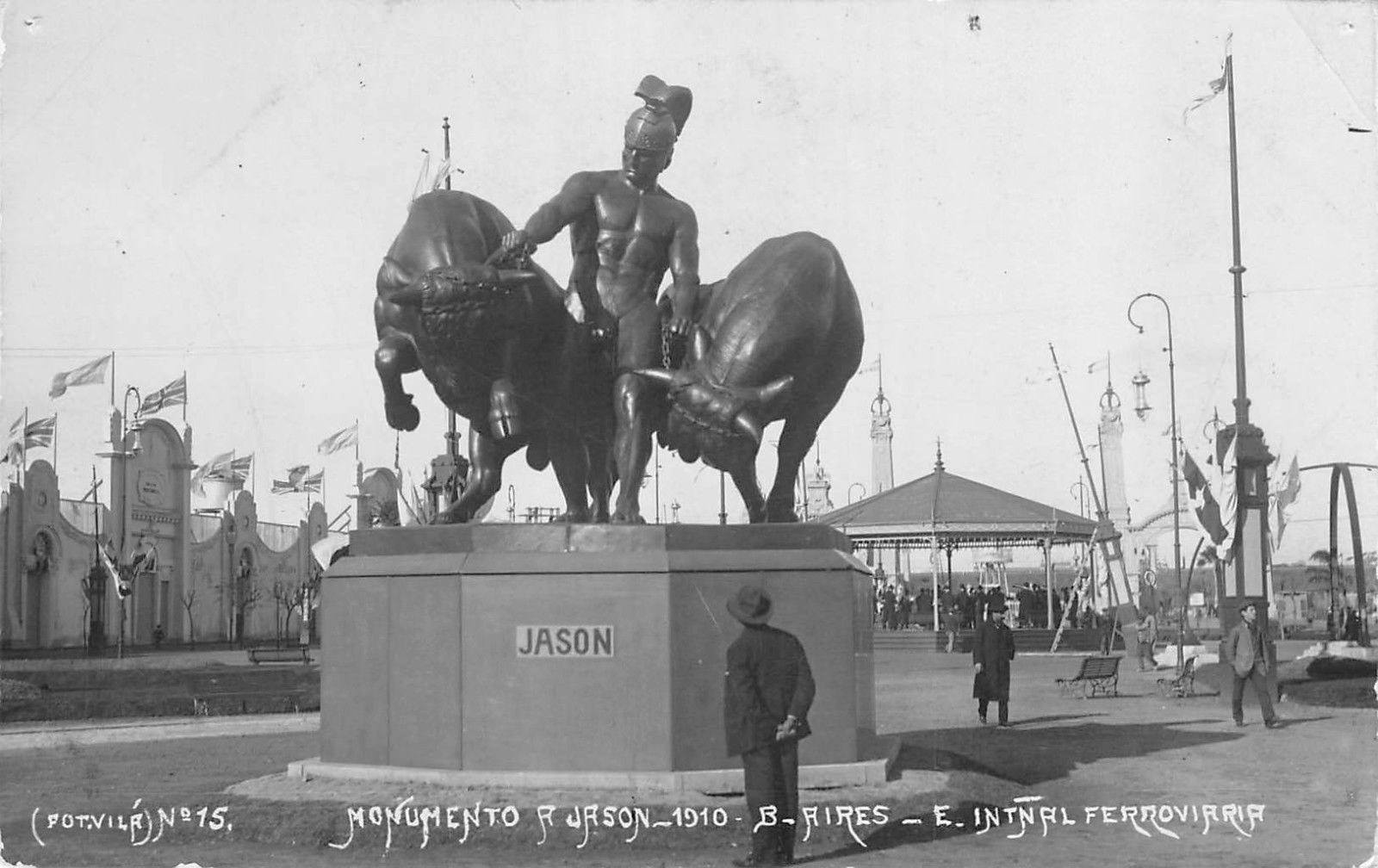
Expuesta en Buenos Aires en 1910

 Medía 4,25 metros de alto sin la base y fue terminada en 1909, a cargo del artista. El gobierno alemán envió el bronce a Buenos Aires en 1910 y se lo instaló en el centro del Parque de las Naciones, en la Exposición Internacional Ferroviaria y de Transportes Terrestres, una del conjunto de exhibiciones realizadas como celebración del centenario de la independencia argentina. Según varias fuentes allí obtuvo el Gran Premio de Honor, algo que no se ha podido confirmar. El gobierno local intentó comprarla por 250 000 marcos, pero el de Alemania no autorizó la venta. De regreso a su país en 1911, al no encontrar comprador el artista la cedió en préstamo al Zoo de Berlín, donde fue instalada delante del Pabellón de los Elefantes. Durante la crisis inflacionaria de mediados de la década de 1920 Lenck, precisando dinero, ofreció venderla a la ciudad de Berlín pero pese a que no solicitaba una suma elevada las negociaciones no prosperaron. En 1927 el comerciante de Leipzig Otto Schultz ofreció 25 000 marcos por la obra, de los que pagó 20 000. Antes de finalizar la operación entró en bancarrota; un grupo de donantes anónimos liderados por Johannes Ebbing, director del zoo de Leipzig, finalmente reunió la suma restante y compró la escultura. El artista supervisó en Berlín el desarme de la obra en febrero de 1928. Se la instaló en el Zoo de Leipzig el siguiente mayo, coincidiendo con el cincuentenario del parque. 

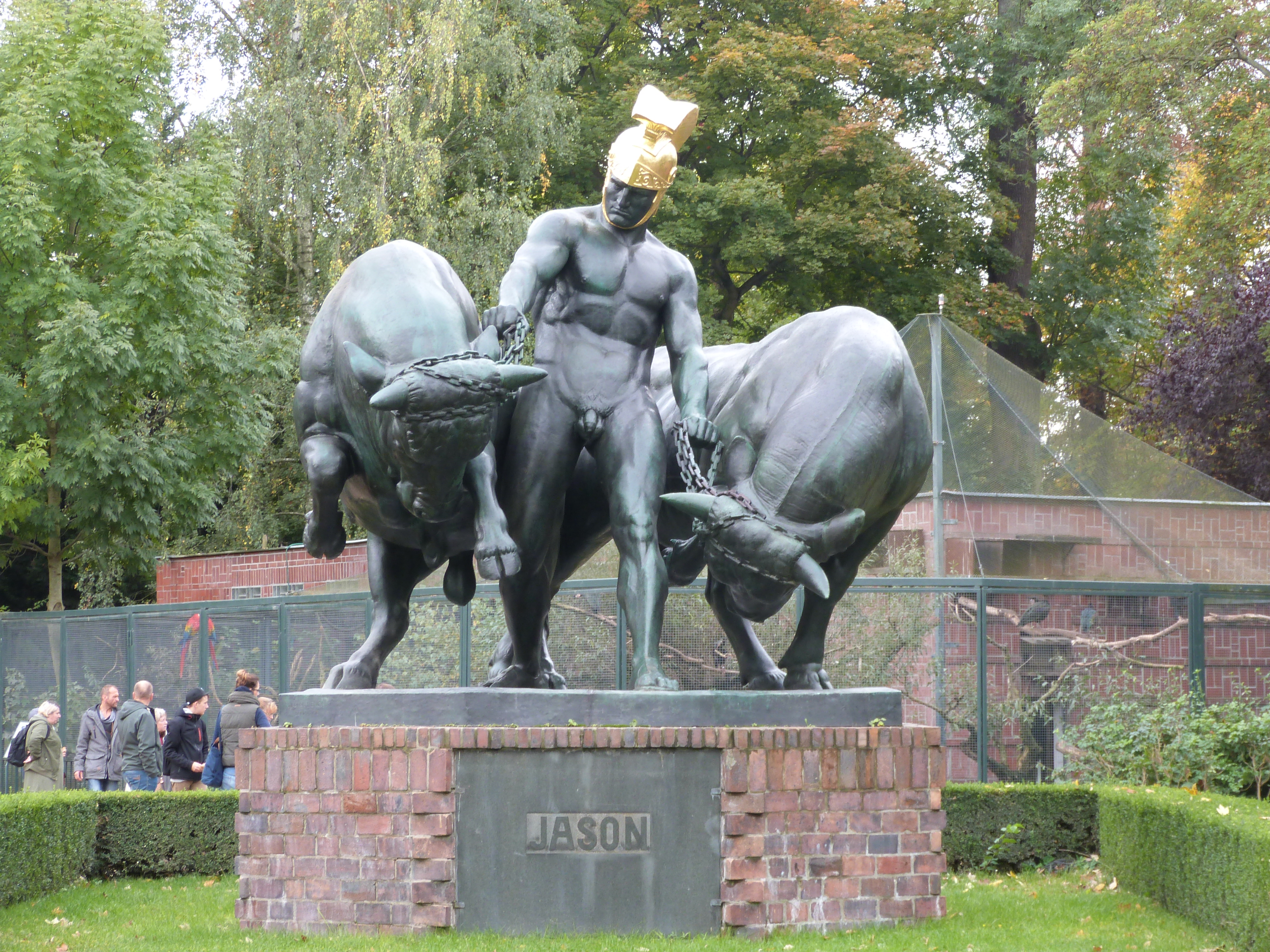
En el zoo de Leipzig, luego de la restauración

La obra no fue bien recibida por todos en su nuevo destino. En un artículo del periódico Volkszeitung de junio de 1928 titulado "Jasón el terrible", el pintor Max Schwimmer la criticó duramente, calificándola de "kitsch monumental."
En 2015 fue totalmente restaurada por el Estado Libre de Sajonia a un costo de 33 000 euros y se restituyó el dorado original al casco del héroe.
Versiones en pequeña escala aparecen con frecuencia en remates de obras de arte.
Durante toda su carrera realizó un gran número de bronces de animales. Todavía como Walter Lewy participó en otra de las exhibiciones de 1910 en Buenos Aires, la Exposición Internacional de Arte del Centenario, realizada en la plaza San Martín en instalaciones adyacentes al Pabellón Argentino. Presentó allí tres piezas - Flechero (Arquero), León y Búfalo y león, mencionadas en el catálogo de la muestra pero donde no se aclara su tamaño. Una versión en tamaño casi natural de la tercera está instalada en el Memorial Boulevard del zoo de Johannesburgo, Sudáfrica, donada por el artista en 1936.
Dos fuentes mencionan otro monumental bronce, Combate de mamuts (o mastodontes). Una de ellas dice que fue comprado por la Municipalidad de Berlín en 1929 e instalado en el zoológico de esa ciudad. El parque fue destruido en los últimos días de la Segunda Guerra Mundial y la administración actual no tiene registros ni fotografías de esta obra en sus archivos.
Realizó bustos de personalidades de la época como el rey Eduardo VIII del Reino Unido, el mariscal Paul von Hindenburg, el presidente alemán Friedrich Ebert, el gran rabino de Sudáfrica Juda L. Landau, R. Wolff y H. Tietz, Gustav Marchet, entre otros, y una estatuilla de la emperatriz Zita de Borbón-Parma y su hijo Otón, el príncipe heredero. Un aviso de periódico de julio de 1918 publicitaba la puesta a la venta de una edición limitada de una imagen del popular actor y tenor de operetas austríaco Alexander Girardi, fallecido ese abril, de 65 cm de alto y realizada en imitación mayólica policromada, a un precio de 225 coronas.
Algunos años después, la municipalidad de Berlín le encargó una obra ilustrando el ciclo de Sigfrido pero al asumir Hitler el poder se rompieron las relaciones con el escultor y el trabajo nunca se realizó.

### Arquitectura

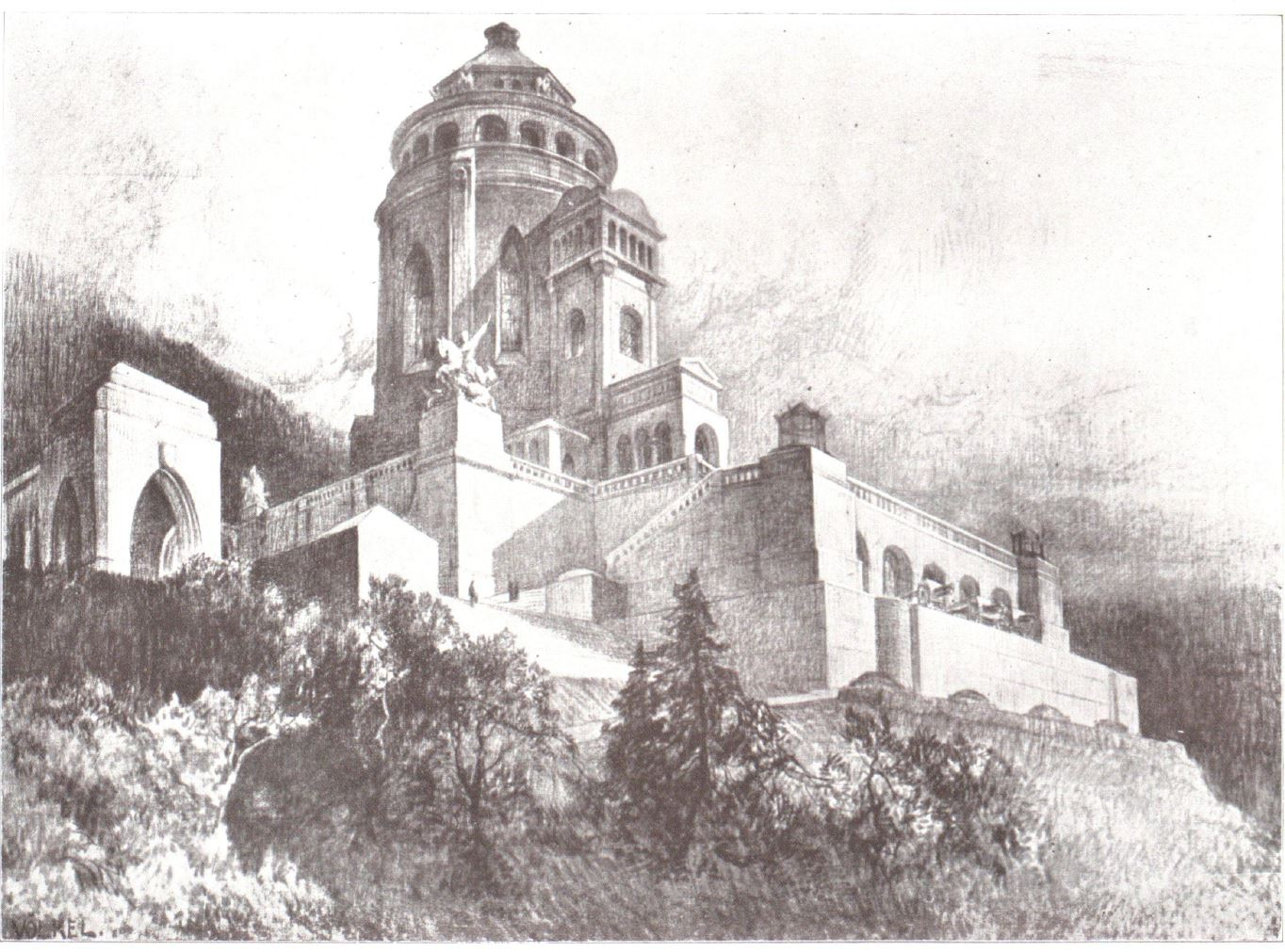
Reinhold Völkel: perspectiva del Monumento por la paz (Walter Lenck)

Lenck diseñó varios monumentos que no llegaron a ser construidos pero presentó los planos y maquetas en su exposición de 1916 en Viena.
El más destacado fue el Monumento por la paz y alianza, pensado para construirse en la ladera de una montaña en la frontera entre Bohemia y Sajonia, en homenaje a la unidad entre Alemania y Austria-Hungría. La maqueta aparece en fotografías publicadas en periódicos, en el afiche diseñado por el arquitecto Otto Polak para la exposición y en una perspectiva en carbonilla de Reinhold Völkel. La gran torre central del mausoleo se presenta rodeada de terrazas y galerías, decoradas con grupos escultóricos sobre pilastras, de dos de los cuales Lenck expuso modelos en yeso.
En 1915 había recibido un encargo para diseñar un monumento conmemorativo del hundimiento del submarino austro-húngaro U-12 y de su comandante, el teniente de navío Egon Lerch, a ser erigido en Viena. El hundimiento, presenciado por naves de la marina italiana durante la guerra, tuvo lugar el 7 de agosto de 1915 a la entrada de la laguna de Venecia, aparentemente al tocar el submarino una mina. El diseño combinaba la figura del submarino y la letra U formando una unidad plástica.
También exhibió su diseño para un Monumento búlgaro, mostrando el encuentro en Serbia de tres jinetes - uno austríaco, uno alemán y otro búlgaro.

### Música y teatro
Numerosas crónicas de conciertos en periódicos de la época resaltan su exitosa carrera profesional en Viena como ejecutante de violonchelo y de la entonces poco conocida viola da gamba. Sus obras como compositor, en prácticamente todas las formas pero prefiriendo la sinfonía, fueron bien recibidas en Alemania. En 1936 estaba trabajando en una trilogía dramática, Emmanuel, una obra teatral con interludios musicales.